# Wargowo (stacja kolejowa)
Wargowo – stacja kolejowa we wsi Wargowo, leżąca na linii kolejowej nr 354 Poznań POD - Piła Główna.

## Ruch pasażerski
| Rok  | Wymiana pasażerska na dobę |
| ---- | -------------------------- |
| 2017 | 10-19                      |
| 2022 | 50-99                      |